# Chad Lowe
Charles Davis „Chad” Lowe II (ur. 15 stycznia 1968 w Dayton) – amerykański aktor, reżyser i producent filmowy i telewizyjny angielskiego, irlandzkiego, walijskiego i szkockiego pochodzenia. Jego starszy o cztery lata brat Rob został również aktorem.

## Życiorys

### Wczesne lata
Urodził się i wychowywał w niewielkiej miejscowości Dayton w stanie Ohio wraz ze starszym bratem Robertem Heplerem (ur. 17 marca 1964 w Charlottesville). Jego rodzice – ojciec prawnik Charles Davis Lowe i matka pisarka i emerytowana nauczycielka Barbara Lynn Wilson (z domu Hepler; 1939–2003) – rozwiedli się, gdy miał trzy lata. Został przy matce, która ponownie wyszła za mąż za Steve’a Wilsona. Miał także dwóch przyrodnich braci - Micaha Dyera i Justina Lowe. Uczęszczał do Santa Monica High School w Santa Monica, w Kalifornii, a jego kolegami byli: Emilio Estevez, Charlie Sheen, Sean Penn, Chris Penn i Robert Downey Jr.

### Kariera
Debiutował na dużym ekranie jako haker w komediodramacie sportowym Jankes na Oksfordzie (Oxford Blues, 1984) u boku starszego brata Roba, Ally Sheedy, Amandy Pays i Juliana Sandsa.
Występował także na scenie w przedstawieniach: Coming of Age in Soho (1985) w nowojorskim Public Theatre, Martinson Hall, podczas New York Shakespeare Festival, Przygody Hucka (1990) jako Huckleberry Finn na Williamstown Theatre Festival, Williamstown, Grotesque Love Songs (1990) w roli Johna w nowojorskim Workshop of the Players Art Theatre, Night of 100 Stars III (1990) w Radio City Music Hall w Nowym Jorku, Burning Blue (2002) jako porucznik Will Stephenson w nowojorskim Samuel Beckett Theatre, The Exonerated w Forty-Five Bleecker Street Theatre (2002 i 2004), a także Blue Denim jako Arthur Bartley na scenie w Los Angeles.
W 1989 był nominowany do nagrody Emmy za postać Michaela Wellsa w jednym z odcinków serialu CBS Schoolbreak Special - pt. „No Means No” (1984). Przełomem okazała się telewizyjna rola Jessego McKenny, chorego na AIDS, w serialu ABC Dzień za dniem (Life Goes On, 1991-93), za którą w 1993 roku otrzymał nagrodę Emmy i Quality TV Award.
Pojawiał się także gościnnie w innych serialach, w tym Ostry dyżur, Melrose Place czy Nowe wcielenie (Now and Again, 1999–2000) jako Craig Spence.
W 2007 zdobył nagrodę specjalną Jury Prize Sarasota Film Festival za debiut reżyserski komediodramatu Beautiful Ohio (2006) z udziałem Williama Hurta, Julianny Margulies i Rity Wilson.

## Życie prywatne
28 września 1997 roku poślubił aktorkę Hilary Swank. Jednak 9 stycznia 2006 roku doszło do separacji, a 1 listopada 2007 roku do rozwodu. W styczniu 2007 roku związał się z Kim Painter. Pobrali się 28 sierpnia 2010 roku Terranea Resort w Los Angeles. Mają trzy córki: Mabel (ur. 16 maja 2009), Fionę Hepler (ur. 15 listopada 2012) i Nixie Barbarę (ur. 25 marca 2016).

## Filmografia

### Filmy fabularne
- 1984: Jankes na Oksfordzie (Oxford Blues) jako haker
- 1988: Uczeń mordercy (Apprentice to Murder) jako Billy Kelly
- 1989: True Blood jako Donny Trueblood
- 1990: Nikt nie jest doskonały (Nobody's Perfect) jako Stephen / Stephanie
- 1992: Autostrada do piekła (Highway to Hell) jako Charlie Morlene
- 1992: Candles in the Dark (TV) jako Jaan Toome
- 1996: W obliczu zagłady (In the Presence of Mine Enemies, TV) jako sierżant Lott
- 1996: Driven jako LeGrand
- 1997: Lolita w Hollywood (Quiet Days in Hollywood) jako Richard
- 1997: Floating jako Doug
- 2002: Niewierna (Unfaithful) jako Bill Stone

### Seriale TV
- 1991-93: Dzień za dniem (Life Goes On) jako Jesse McKenna
- 1996-97: Melrose Place jako Carter Gallavan
- 1997: Ostry dyżur (ER) jako George Henry
- 1998: Dotyk anioła jako Arthur Bowers
- 1998: Mroczne dziedzictwo (Poltergeist: The Legacy) jako Josh Miller
- 1999: Asy z klasy (Popular) jako Luke Grant
- 1999–2000: Dzika rodzinka (The Wild Thornberrys) jako Buck Ibex / Barking Deer (głos)
- 2001: Prawo i porządek: sekcja specjalna (Law & Order: Special Victims Unit) jako Jason Mayberry
- 2003: CSI: Kryminalne zagadki Miami jako Scott Mandeville
- 2004: Bez śladu (Without a Trace) jako Lawrence Pierce
- 2005: Ostry dyżur (ER) jako dr George Henry
- 2007: 24 godziny (24) jako Reed Pollock
- 2009: Kości (Bones) jako Brandon Casey
- od 2010: Słodkie kłamstewka (Pretty Little Liars) jako Byron Montgomery
- 2011–2013: Liga Młodych (Young Justice) jako kapitan Marvel / Billy Batson (głos)
- 2015: Ekipa (Entourage) w roli samego siebie
- 2016: Partnerki (Rizzoli & Isles) jako Charlie Douglas